# Castelnuovo della Daunia
Castelnuovo della Daunia är en ort och kommun i provinsen Foggia i regionen Apulien i Italien. Kommunen hade 1 390 invånare (2017).